# Nereo Rocco
Nereo Rocco (20 de maio de 1912, Trieste – 20 de fevereiro de 1979, Trieste) foi um jogador e treinador de futebol italiano. Ele é conhecido por ter sido um dos mais bem sucedidos treinadores na Itália, e o primeiro proponente do catenaccio no país. 
Em 2019, ele figurou na 17ª posição da lista "Os 50 maiores treinadores de futebol de todos os tempos", da revista francesa France Football.

## Como Jogador

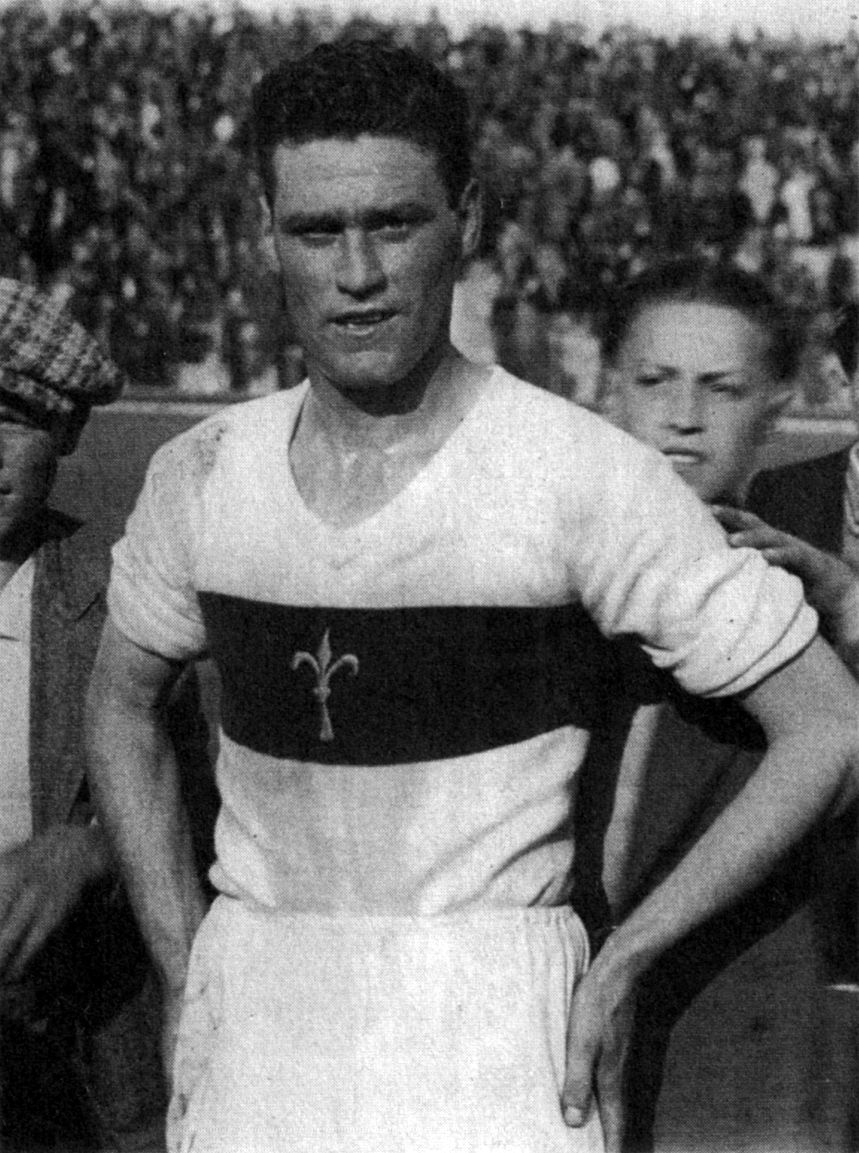
Rocco pela Triestina

Rocco jogou no meio-campo; ele teve uma carreira de jogador modesta, dedicada principalmente ao Triestina, Napoli e Padova. Ele jogou 287 jogos na Serie A em 11 temporadas, marcando 69 gols. 
Rocco também jogou uma vez na Seleção Italiana de Futebol.  

## Carreira como Treinador

### Triestina
Rocco fez sua estreia como treinador no Triestina em 1947. Ele obteve um surpreendente segundo lugar na Serie A, que ainda é o maior resultado alcançado pelo clube. Ele saiu do Triestina alguns anos depois por desentendimentos com a presidência do clube. Ele treinou o Treviso nessa saida, mas depois voltou para o Triestina.

### Padova
Em 1953, Rocco assinou como treinador da equipe da Serie B, Padova. Ele conseguiu livrar o time do rebaixamento e uma promoção na Serie A na temporada seguinte. O período da Serie A do Padova de Rocco ainda é lembrado como a fase mais bem sucedida em sua história, eles conseguiram ocupar o terceiro lugar durante a temporada 1957-58. 

### Milan
Em 1961, Rocco foi nomeado como novo treinador do Milan, iniciando um dos períodos mais bem sucedidos para os rossoneri: ele construiu um time árduo e defensivamente sólido em torno da jovem estrela da equipe, Gianni Rivera; Rocco teve um relacionamento importante com Rivera ao longo de sua carreira e, juntos, desempenharam um papel fundamental nos sucessos do clube, conquistando a liga italiana em 1962 e a Liga dos Campeões em 1963. 
Após um bom período no Torino, onde ele obteve os melhores resultados desde o Grande Torino, em 1967, Rocco voltou ao Milan, onde imediatamente ganhou outro scudetto.
Ele saiu do Milan em 1973, depois de ter conquistado outra Liga dos Campeões em 1969, uma Copa Intercontinental e uma Copa da Itália. 
Após um ano na Fiorentina, Rocco decidiu terminar sua carreira de treinador em 1974. Em 1977, foi nomeado pelo Milan como diretor técnico e assistente do treinador Nils Liedholm.
Rocco é o treinador que dirigiu o Milan mais vezes com 459 jogos (323 como treinador e 136 como diretor técnico).  

## Morte
Rocco morreu em 1979, com 66 anos, em Trieste . 

## Homenagem póstuma
Em 18 de outubro de 1992, um novo estádio em Trieste, nomeado Nereo Rocco, foi inaugurado.
Rocco, popularmente conhecido como El Paròn (O Mestre), foi popular também por seu forte uso do dialeto triestino.

## Títulos

### Treinador
Milan
- Serie A: 1961-62 , 1967-68
- Coppa Itália: 1971-72, 1972-73, 1976-77
- Liga dos Campeões: 1962-63 , 1968-69
- Copa Intercontinental: 1969

Individual
- Seminatore d'Oro: 1962-63
- Salão da Fama do futebol italiano: 2012
- 17º Melhor Treinador de Todos os Tempos da France Football: 2019[4][5][6]
- 36º Melhor Treinador de Todos os Tempos da World Soccer: 2013[7][8]